# Love for Nana ~Only 1 Tribute~
Love for Nana ~Only 1 Tribute~ est un album de collaboration de plusieurs artistes (ZONE, Ai Ōtsuka, Tommy Heavenly6...) en hommage au manga NANA. Il est sorti sous le label EMI Music Japan le 16 mars 2005 au Japon. Il contient treize pistes chantés par divers artistes représentants soit le groupe Trapnest soit le groupe Black Stone. Il sort avec deux pochettes différentes, soit une image du groupe Trapnest, soit une image du groupe Black Stone.

## Liste des titres
(B) = Black Stone
(T) = Trapnest
| 1.  | Takamizawa Toshihiko - BEAT 7 ~The Theme of LOVE for NANA~ | Toshihiko Takamizawa                                             | 3:08 |
| 2.  | Gimme All of Your Love!! (GIMME ALL OF YOUR LOVE!!)        | Tommy Heavenly6 (B)                                              | 3:25 |
| 3.  | Twinkle                                                    | Kaela Kimura (B)                                                 | 3:04 |
| 4.  | Reverse (REVERSE)                                          | TETSU69 (T)                                                      | 4:23 |
| 5.  | Stay Away                                                  | Abingdon Boys School (B)                                         | 4:01 |
| 6.  | I miss you                                                 | Do As Infinity (B)                                               | 3:48 |
| 7.  | Bambino (バンビーノ)                                       | Hotei Tomoyasu avec Miho Moribayashi (T)                         | 3:36 |
| 8.  | Sleepwalking                                               | Glen Matlock & The Philistines avec Holly Cook (SEX PISTOLS) (B) | 3:56 |
| 9.  | Sugar Guitar                                               | Skye Sweetnam (T)                                                | 3:16 |
| 10. | Reimei Jidai (黎明時代-レイメイジダイ-)                    | Japaharinet (B)                                                  | 4:43 |
| 11. | Black Crow (BLACK CROW)                                    | Sex Machineguns (B)                                              | 3:48 |
| 12. | Two Hearts                                                 | ZONE (T)                                                         | 5:01 |
| 13. | Cherish                                                    | Ai Ōtsuka (T)                                                    | 4:47 |